# Enarthrocarpus arcuatus
Enarthrocarpus arcuatus är en korsblommig växtart som beskrevs av Jacques-Julien Houtou de La Billardière. Enarthrocarpus arcuatus ingår i släktet Enarthrocarpus och familjen korsblommiga växter. Inga underarter finns listade i Catalogue of Life.